# Julen Guerrero
Pour les articles homonymes, voir Guerrero (homonymie).
Julen Guerrero, né le 7 janvier 1974 à Portugalete en Espagne, est un footballeur international espagnol. Il est devenu entraîneur.
Natif du Pays basque, Julen Guerrero intègre l'Athletic Bilbao à l'âge de 8 ans et progresse dans ses équipes de jeunes. Joueur précoce, il dispute son premier match en Primera División à l'âge de 18 ans puis devient international espagnol à 19 ans. Guerrero, qui fait partie des footballeurs ayant effectué l'ensemble de leur carrière dans un seul et même club, est joueur de l'Athletic Bilbao jusqu'en 2006 et devient capitaine de l'équipe en 1995. Il est un joueur emblématique de l'histoire du club et est tout particulièrement apprécié des supporters basques pour sa fidélité envers le club durant toute sa carrière de joueur malgré les propositions de transfert dont il a fait l'objet par plusieurs des meilleurs clubs européens.
En sélection nationale, régulièrement appelé dans les catégories de jeunes, il intègre la Roja en 1993 et figure dans le groupe espagnol pour la Coupe du monde 1994, l'Euro 1996 et la Coupe du monde 1998. Il participe à 41 rencontres et inscrit 13 buts. Sa carrière en sélection s'arrête en 2000.

## Biographie

### Carrière de joueur

#### En club
Né à Portugalete en Biscaye, Julen Guerrero commence le football à l'âge de 8 ans et intègre l'Athletic Bilbao avec lequel il évolue dans différentes catégories d'âge,,. Il fait partie, avec notamment Aitor Karanka de l'équipe des moins de 19 ans du club qui remporte en 1991-1992 le championnat et la coupe d'Espagne de la catégorie d'âge. La même saison, il dispute son premier match avec l'équipe réserve du Bilbao Athletic  en Segunda División.
Le 6 septembre 1992, l'entraîneur allemand Jupp Heynckes le fait jouer pour la première fois avec l'équipe première en Primera División lors d'un match à domicile disputé face au Cádiz CF et remporté par Bilbao 2-1. Il devient rapidement un joueur majeur de l'équipe puis du championnat espagnol, ce qui lui vaut de recevoir le de révélation de l'année en 1993 par El País puis le Prix Don Balón du meilleur joueur espagnol ainsi que son équivalent par El País en 1994. En avril 1994, il inscrit un quadruplé lors de la réception en Primera División du Sporting de Gijón, un match remporté par Bilbao 7-0, un score non réalisé par le club à domicile depuis 1959. En 1995, il signe un contrat lui garantissant une carrière de joueur jusqu'en juin 2007, d'être le joueur le mieux payé de l'effectif ainsi que le capitaine de l'équipe, ce qui est contesté par ses coéquipiers,. Une reconversion au sein du club est également prévue « à vie », au poste voulu par Guerrero. La signature de ce contrat n'empêche pas le Real Madrid de tenter de le recruter sous l'impulsion de son entraîneur Jorge Valdano, ce que refuse le joueur basque. Le président du Real Madrid Ramón Mendoza aurait même signé un chèque en blanc pour le faire venir, en vain,. D'autres clubs sont également tentés de le recruter, tels le FC Barcelone en Espagne ou des clubs italiens comme le Milan AC ou l'Inter Milan, sans résultat,.
Guerrero fait partie de l'équipe de Bilbao vice-championne d'Espagne en 1997-1998, ce qui lui permet de découvrir la Ligue des champions en 1998-1999. L'entraîneur de l'équipe basque est Luis Fernandez qui décide à partir de 2000 de placer régulièrement Guerrero sur le banc des remplaçants. Sa carrière décline alors progressivement mais il demeure un joueur particulièrement aimé par le public basque. À partir de la saison 2002-2003, il dispute environ une quinzaine de rencontres de championnat par an, la plupart en tant que remplaçant. Pour sa dernière saison, il ne participe qu'à 17 matches de Primera División, dont seulement 4 en tant que titulaire,.
En juillet 2006, un an avant le terme de son contrat et après avoir effectué le début de la préparation estivale, il annonce lors d'une conférence de presse la fin de sa carrière de joueur,.

#### En sélection
Julen Guerrero participe au championnat d'Europe espoirs 1994 où l'Espagne termine en troisième position. Guerrero participe à la « petite finale » gagnée face à la France.
La première sélection en équipe nationale de Julen Guerrero a lieu le 27 janvier 1993 contre le Mexique. Il a alors à peine 19 ans. La rencontre se solde par un nul 1-1.
Guerrero participe à plusieurs compétitions internationales au cours de sa carrière. Faisant partie des joueurs incontournables pour le sélectionneur Javier Clemente, celui-ci le choisit pour disputer la Coupe du monde 1994, l'Euro 1996 et la Coupe du monde 1998. Sa dernière sélection se déroule le 11 octobre 2000 contre l'Autriche à Vienne,. Ses 41 sélections en équipe nationale se soldent par 30 victoires, 10 matchs nuls, une défaite et treize buts inscrits,. Parmi ses 13 buts, il inscrit notamment les trois buts d'une victoire espagnole à l'extérieur 3-0 face à Malte le 18 décembre 1996. Il réussit un autre triplé le 8 septembre 1999 lors de la réception de Chypre, pour un score final de 8-0.
Guerrero participe à 11 rencontres avec la sélection régionale du Pays basque entre 1993 et 2006.

## Après-carrière
Immédiatement après l'annonce de la fin de sa carrière de joueur, Julen Guerrero intègre l'encadrement technique des équipes de jeunes de l'Athletic Bilbao, chargé de l'équipe Juvenil. Les résultats sont mauvais, le club réalisant son « pire exercice dans l'histoire moderne ». Non satisfait de la politique de formation du club, il devient un soutien du candidat à la présidence du club Juan Carlos Ercoreca, devenant possiblement directeur sportif du club en cas d'élection de victoire d'Ercoreca. Celui-ci est battu par Fernando García Macua, ce qui a pour conséquence pour Guerrero de ne plus avoir de fonction dès 2007. Il quitte officiellement le club en mars 2008,. Il figure durant quelques mois dans l'encadrement technique du Málaga CF. Il dirige par la suite une école de football à Marbella,. Il possède également un brevet d'entraîneur obtenu en parallèle de sa carrière de footballeur professionnel. Il est aussi vice-président de l'Asociación Española de Futbolistas Internacionales. Il devient sélectionneur de l'équipe masculine d'Espagne des moins de 16 ans en juillet 2018.
En dehors du football, Guerrero est titulaire d'une licence en journalisme et travaille comme commentateur sportif pour divers médias espagnols, que ce soit presse écrite, radiophonique ou télévision. Guerrero dirige également un restaurant qui porte son nom et qui se situe à Zamudio, à proximité de Bilbao,,.

## Caractéristiques
Julen Guerrero commence sa carrière professionnelle à 18 ans alors que sa formation n'est pas terminée. Dans un club marqué par sa forte identité basque, il devient rapidement un mythe et bénéficie d'un contrat le liant à vie au club. Milieu de terrain à l'aise techniquement, capable d'être performant des deux pieds et efficace devant le but, il porte le numéro 8,,,,. Il a deux surnoms : El Rey León et La Perla de Lezama. Il est également un joueur très médiatique pour son époque et est mis également en avant pour sa beauté physique et sa fidélité au club basque,. Son mental est en revanche jugé comme étant un point faible.

## Palmarès
Au sein de l'Athletic Bilbao, Julen Guerrero fait partie de l'équipe des moins de 19 ans du club qui remporte en 1991-1992 le championnat et la coupe d'Espagne de la catégorie d'âge. Avec l'équipe première, il ne remporte pas de titre. Son meilleur résultat est une deuxième place lors du championnat d'Espagne 1997-1998.
En sélection, Guerrero est troisième du championnat d'Europe espoirs 1994.

## Statistiques
Le tableau ci-dessous résume les statistiques en match officiel de Julen Guerrero durant sa carrière de joueur professionnel,.
| Saison                | Club                  | Championnat           | Championnat | Championnat | Coupe(s) nationale(s) | Coupe(s) nationale(s) | Compétition(s) continentale(s) | Compétition(s) continentale(s) | Compétition(s) continentale(s) | Espagne | Espagne | Total | Total |
| Saison                | Club                  | Division              | M.          | B.          | M.                    | B.                    | Comp.                          | M.                             | B.                             | M.      | B.      | M.    | B.    |
| 1991-1992             | Bilbao Athletic       | Segunda División      | 12          | 6           | -                     | -                     | -                              | -                              | -                              | -       | -       | 12    | 6     |
| 1992-1993             | Athletic Bilbao       | Primera División      | 37          | 10          | -                     | -                     | -                              | -                              | -                              | 4       | 2       | 41    | 12    |
| 1993-1994             | Athletic Bilbao       | Primera División      | 36          | 18          | 4                     | 3                     | -                              | -                              | -                              | 7       | 2       | 47    | 23    |
| 1994-1995             | Athletic Bilbao       | Primera División      | 27          | 13          | 2                     | 1                     | C3                             | 4                              | 2                              | 7       | 1       | 40    | 17    |
| 1995-1996             | Athletic Bilbao       | Primera División      | 33          | 9           | 6                     | 1                     | -                              | -                              | -                              | 6       | 2       | 45    | 12    |
| 1996-1997             | Athletic Bilbao       | Primera División      | 38          | 15          | 5                     | 1                     | -                              | -                              | -                              | 6       | 3       | 49    | 19    |
| 1997-1998             | Athletic Bilbao       | Primera División      | 29          | 8           | 3                     | 0                     | C3                             | 1                              | 0                              | 2       | 0       | 35    | 8     |
| 1998-1999             | Athletic Bilbao       | Primera División      | 36          | 9           | 2                     | 1                     | C1                             | 8                              | 2                              | 1       | 0       | 47    | 12    |
| 1999-2000             | Athletic Bilbao       | Primera División      | 32          | 6           | 3                     | 0                     | -                              | -                              | -                              | 5       | 3       | 40    | 9     |
| 2000-2001             | Athletic Bilbao       | Primera División      | 27          | 4           | 2                     | 0                     | -                              | -                              | -                              | 3       | 0       | 32    | 4     |
| 2001-2002             | Athletic Bilbao       | Primera División      | 20          | 5           | 6                     | 2                     | -                              | -                              | -                              | -       | -       | 26    | 7     |
| 2002-2003             | Athletic Bilbao       | Primera División      | 14          | 0           | 2                     | 2                     | -                              | -                              | -                              | -       | -       | 16    | 2     |
| 2003-2004             | Athletic Bilbao       | Primera División      | 14          | 1           | -                     | -                     | -                              | -                              | -                              | -       | -       | 14    | 1     |
| 2004-2005             | Athletic Bilbao       | Primera División      | 12          | 3           | 4                     | 0                     | C3                             | 2                              | 0                              | -       | -       | 18    | 3     |
| 2005-2006             | Athletic Bilbao       | Primera División      | 17          | 0           | 2                     | 0                     | C4                             | 2                              | 0                              | -       | -       | 21    | 0     |
| Total sur la carrière | Total sur la carrière | Total sur la carrière | 384         | 107         | 41                    | 11                    | -                              | 17                             | 4                              | 41      | 13      | 483   | 135   |

## Distinctions individuelles
- Prix Don Balón du meilleur joueur espagnol : 1994
- Prix Don Balón de révélation de l'année : 1993

## Vie personnelle
Un des deux enfants de Julen Guerrero pratique le football dans les équipes de jeunes du Málaga CF puis du Real Madrid à partir de la saison 2017-2018. Son frère cadet, José Félix Guerrero, a également été footballeur professionnel,,.